# 13772 Livius
13772 Livius este o planetă minoră (asteroid), cu un diametru de 9,5 km, din centura de asteroizi. A fost descoperită pe 18 septembrie 1998 la Observatorul European Austral de Eric Walter Elst și a fost numită după Titus Livius. 
Obiectul prezintă o orbită caracterizată de o semiaxă mare de 3,020894 UAi, o excentricitate de 0,04, o înclinație de 11,06908 ° în raport cu ecliptica.